# Бенкет

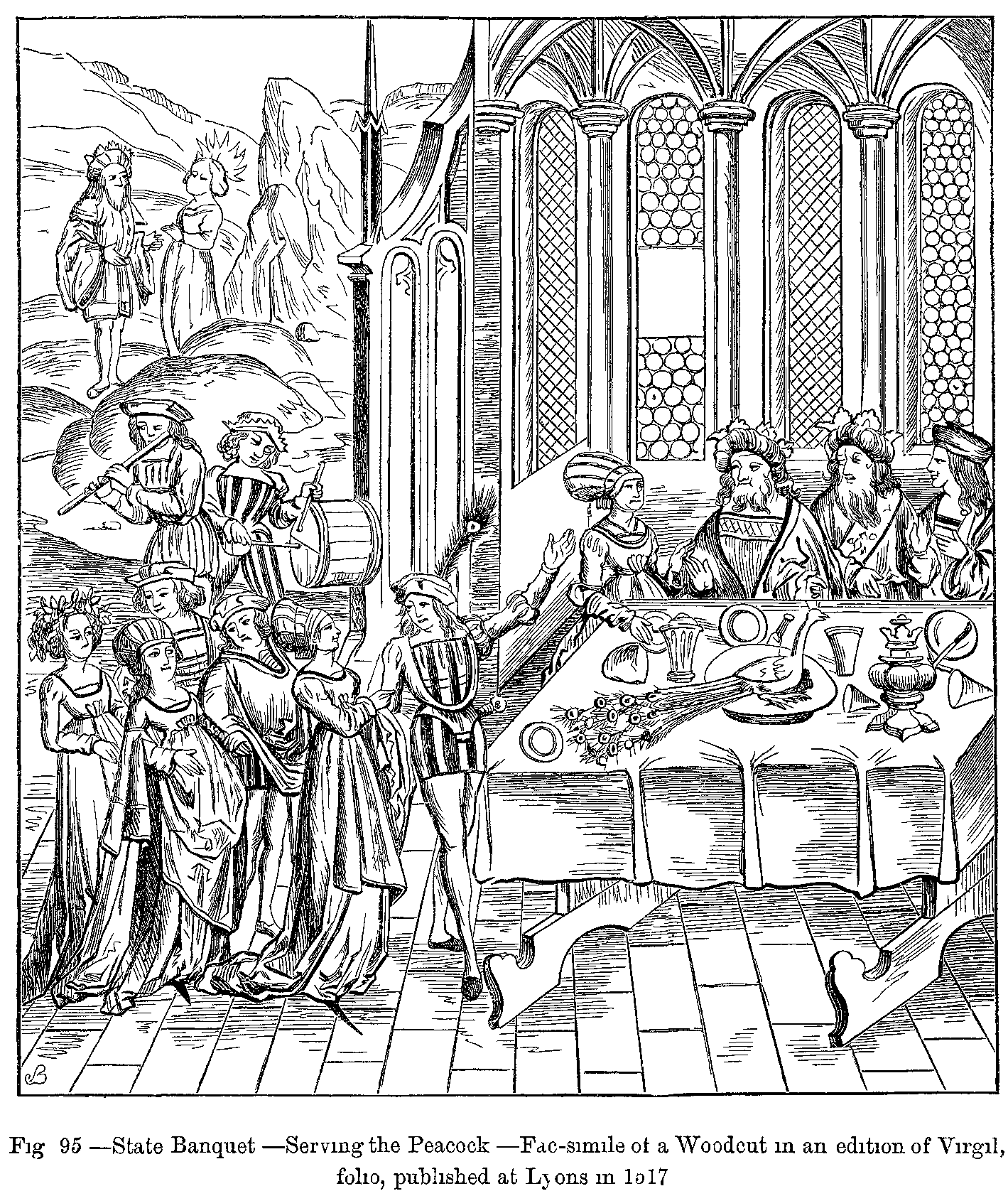
Державний бенкет (Франція, 1517)

Бенке́т або банке́т, у́чта (зокрема, багатолюдний бенкет) — званий обід або вечеря в урочистих рамках, який проводяться на честь певної особи або події, наприклад ювілею, весілля тощо.
Слово бенкет через польську пол. bankiet запозичене від нім. Bankett, і далі з італ. banchetto (зменшувальне від banco «лава») або фр. banquet і англ. banquet.
Від цього слова також утворене дієслово «бенкетувати», «банкетувати»: «Наче ті джури, походнї держали в руках і сьвітили, Що б веселїйш та виднїйше гостям було банкетувати».

## Історія

### На давньому Близькому Сході
Бенкети вперше зображені на шумерських та еламських печатках і шумерських кам'яних табличках ІІІ тис. до н. е., іноді просто неба, в деяких випадках, можливо, на аграрних або мисливських бенкетах. Бенкети також влаштовувалися для святкування перемог, як на «Штандарті Уру», для укладення великих угод з продажу нерухомості (у дрібних угодах часто в ціну входив горщик супу) та для відкриття нових храмів. Музичні інструменти з царських гробниць в Урі показують гумористичні сценки з тваринами, які обслуговують бенкети. У шумерських текстах згадуються королівські бенкети з розвагами, включаючи маскаради та музику, місцеві чиновники, які бенкетують з царем, та боги, які п'ють на вечірках. На початку ІІ тис. до н. е. бенкети були частиною дипломатії та протоколу, в яких важливе значення для учасників мали розміщення за столом та обслуговування. На найбільшому бенкеті, зафіксованому в будь-якому близькосхідному джерелі, Ашшурнасірапал II (883 – 859 рр. до н. е.) протягом десяти днів пригощав 69 500 осіб, коли його нова столиця була готова, перелічивши меню в написі. Воно включало 2000 голів великої рогатої худоби, 25 000 овець, 10 000 рибин, 20 000 голубів та інших дрібних птахів, 10 000 яєць, 10 000 хлібин, а також величезну кількість інших продуктів.
Бенкети та вишукані страви вважалися привілеями як богів, так і людських правителів. Ассирійський ритуал описує церемоніальну трапезу, яку цар подавав богам. Божественні бенкети стали поворотними моментами в літературі, як-от міф про Ерешкігаль та Нергала, який починається з бенкету, або Енума Еліш, де боги передають свою силу Мардуку на бенкеті. Вавилонським богам щодня подавали вишукані трапези, що нагадували пізніші царські трапези царів Ахеменідів.
У приватному житті на весіллях влаштовувалися вечірки або бенкети, залежно від економічного стану сім'ї. У Месопотамії ритуал на честь померлих предків, який називався кіспу (kispu), базувався на подаванні їжі їхнім духам, але це не обов'язково мала бути сімейна трапеза, як іноді вважають. Дуже дискусійний термін в івриті, марзеа (marzēaḥ), що має споріднені слова в угаритській та інших західносемітських мовах, означає банкет, часто з рясним питтям, який, на думку деяких вчених, мав похоронний характер.
У шумерському мистецтві бенкетувальники сидять і п'ють пиво з глечиків з трубочками, тоді як пізніше бенкетувальників зображують з чашками та їжею, в деяких випадках стоячи. У І тис. до н. е. звичай лежати під час бенкетів, відомий завдяки сирійським різьбленням зі слонової кістки, поширився з Сирії до Месопотамії; ассирійський цар Ашшурбаніпал зображений лежачим, а його дружина сидить, коли вони обідають у саду.
Бенкетні страви включали дичину, м'ясо домашніх тварин і птицю з різноманітними спеціями, морську та прісноводну рибу, гарніри з цибулі-порею та овочів, хлібобулочні вироби, пиво та вино, сир, мариновані та пряні фрукти, горіхи та насіння, солодощі (такі як мед та сироп), та ароматичні трави. Свинина, хоча й була делікатесом для шумерів, але була табу на час бенкету Ашшурнасірапала.
Бенкети як такі менш добре засвідчені в єгипетській культурі, хоча споживання їжі елітою часто згадується в документах і зображено в мистецтві.

## У Європі
В Римі формою бенкету був ковівій. формою зустрічі покровителя, його друзів та утриманців-підлабузників. Для участі у ковівіях було потрібне запрошення, яке, зазвичай, надавали або намагалися отримати в ранковий час у термах (лазнях).
Розміщення гостей на канапках навколо стола узалежнювалося від їх значущості щодо господаря, що визначало і подальшу увагу як спілкування, так і обслуговування (якості та кількості наїдків і напоїв) рабами. На відміну від грецького симпосію на римському бенкеті жінки були присутніми.
В давньоскандинавській культурі бенкет називався сумблу, який проводився у медовій залі.[джерело?]
Давні слов'яни влаштовували бенкети-пири з питтям і щедрою їжею. Головним напоєм був мед, бенкетування супроводилися веселими піснями й танцями.

## Різновиди бенкету
- Бенкет-застілля.
- Бенкети-фуршети.
- Бенкети-коктейлі.[джерело?]